# 株主反革命
株主反革命（かぶぬしはんかくめい）とは1960年代以降の企業において見られた出来事。
経営者革命によって企業の統治者は株主から経営者となったが、再び株主が企業での影響力を増大させていったということ。このようになるまでの過程にはコングロマリットブームや監査役制度の充実や情報開示の強化などが存在する。日本では広く株式持ち合いが行われていたため、米国と比べれば長らく企業というのは経営者主体であったものの、バブル崩壊以降は外資による持ち株比率が上昇し、多くの企業が株主主体となっている。